# ایواری کیکوسکی
ایواری کیکوسکی (فنلاندی: Iivari Kyykoski; ۱۶ فوریهٔ ۱۸۸۱ – ۸ دسامبر ۱۹۵۹) ژیمناست اهل فنلاند بود.
وی در مسابقات کشوری و بین‌المللی در مجموع برندهٔ ۱ مدال برنز شده‌است.